# Pelidnota bahiana
Pelidnota bahiana är en skalbaggsart som beskrevs av Ohaus 1905. Pelidnota bahiana ingår i släktet Pelidnota och familjen Rutelidae. Utöver nominatformen finns också underarten P. b. adriani.